# Alpha Volantis
Alpha Volantis is een ster in het sterrenbeeld Vliegende Vis met een magnitude van 4,00. De ster is niet vanuit de Benelux te zien.